# Wexford megye (Michigan)
Wexford megye az Amerikai Egyesült Államokban, azon belül Michigan államban található. Megyeszékhelye és legnagyobb városa Cadillac. Lakosainak száma 33 673 fő (2020. április 1.). Wexford megye Grand Traverse, Kalkaska, Missaukee, Osceola, Lake, Manistee és Benzie megyékkel határos.

## Népesség
A megye népességének változása:
| Lakosok száma | 32 761 | 32 709 | 32 677 | 32 645 | 33 003 | 33 673 |
|               | 2010   | 2011   | 2012   | 2013   | 2015   | 2020   |